# 中條彩未
中條彩未（日语：／ Nakajō Ayami，1997年2月4日—）是日本女演員、時裝模特兒，大阪府出身，所屬經紀公司為Ten Carat。英日混血兒，身高169cm。

## 經歷
2011年，當時14歲的中條參加了女性潮流雜誌《Seventeen》舉辦的「Miss Seventeen」模特兒甄選會，跟新川優愛、坂東希、橋爪愛一起從7,157名報名者中脫穎而出，獲獎並成為該雜誌的專屬模特兒。2012年，首次參加時裝秀「東京Girls Collection」。同年夏季，參演TBS電視台的《黑之女教師》，初次出演電視劇。

## 人物
- 中條是英日混血兒，父親來自英國約克郡，母親為日本人[4]。
- 父母共育有兩位女兒，彩未為次女，姐姐比她年長12 歲[5]。
- 平日喜歡閱讀，因此特別喜歡到神田神保町逛二手書店[5]。
- 嗜好一個人去看電影，經常獨自到（專門放映舊片的電影院）欣賞經典電影[6]。
- 中條的名字「彩未（あやみ）」是其中間名（middle name)，而其本名中的第一予名（first name）是「Pauline（ポーリン）」，與她住在英國的祖母相同。由於有部份人會以此名字稱呼中條，因而派生出其「ポーちゃん（小寶）」的暱稱[7]。
- 喜歡有男子氣概的人，理想對象是武士型的男生[8]。
- 與同年代的女演員黑島結菜是會互相拜訪父母的好朋友[9]。

## 出演

### 電視劇
- 黑之女教師（2012年7月20日－9月21日，TBS）：飾演 梅原優[3]
- SUMMER NUDE（2013年7月8日－9月16日，富士電視台）：飾演 一瀨麻美[2]
- She（日语：She (テレビドラマ)）（2015年4月18日－6月，富士電視台）：飾演 荻原梓（荻原あづさ）
- 忌野清志郎（日语：忌野清志郎） transistor radio（2015年5月3日，NHK BS Premium）：飾演 永嶋美智代
- 真實的恐怖故事 夏之特別篇2015 「附身之社」（2015年8月29日，富士電視台）：飾演 飯田真美，主演
- Stranger～怪物事件曝光～（日语：ポーの一族#テレビドラマ）（2016年3月27日，朝日電視台）：飾演 真理亞
- 世界奇妙物語 17年春季特別篇「夢男」（2017年4月29日，富士電視台）：飾演 ，主演
- 白衣戰士!（日语：白衣の戦士!）（2019年4月10日－6月19日，日本電視台）：飾演 立花遥香（立花はるか），主演[10]
- 真實的恐怖故事 20週年秋之特別篇2019 「赤い執着」（2019年10月12日，富士電視台）：主演
- 第56年的失戀（56年目の失恋；2020年7月後，NHK BS Premium）：飾演 中川沙織，主演[11]
- 夢見了那個女孩（日语：あのコの夢を見たんです。） 第1集（2020年10月3日，東京電視台）：飾演 本人[12]
- 閻魔堂沙羅的推理奇譚（日语：閻魔堂沙羅の推理奇譚#テレビドラマ）（2020年秋－，NHK綜合頻道）：飾演 閻魔沙羅，主演[13]
- 與你在世界終結之日（2021年1月17日－3月21日，日本電視台）：飾演 小笠原來美
- TOKYO MER～行動急診室～（2021年7月4日－9月12日，TBS電視台）：飾演 弦卷比奈

### 電影
- 電影版 零（劇場版 零～ゼロ～，2014年9月）：飾演 ，主演[14]
- （2016年）：飾演 樫村一期
- 荔枝☆光俱樂部（日语：ライチ☆光クラブ#映画）（2016年）：飾演 ，主演
- 覆面系 Noise（2017年）：飾演 有栖川仁乃，主演
- 去吧！啦啦兵團（2017年）：飾演 玉置彩乃，主演
- 三次元女友（2018年）：飾演 五十嵐色葉，主演
- 偽戀（2018年）：飾演 桐崎千棘，主演
- 雪花（日语：雪の華_(映画)）（2019年）：飾演 平井美雪，主演[15]
- 水上的飛行（水上のフライト）（2020年）：飾演 遙，主演[16]
- 電影版TOKYO MER：行動急診室（2023年）：飾演 弦卷比奈
- 在大雪封閉的山莊裡（2024年）：飾演 中西貴子
- 電影版TOKYO MER：行動急診室 南海任務（2025年）：飾演 弦卷比奈

### 其它電視節目
- another sky（2016年10月－2019年3月，日本電視台） 主持人[17]
- GURU GURU 99「美食冤大頭」環節（2021年1月21日－，日本電視台） 固定班底

## 雜誌
- Seventeen（2011年10月號－2017年6月號，集英社）：專屬模特兒[1]
- CanCam（2017年11月號－，小學館）：專屬模特兒[18]

## 外部連結
- 經紀公司個人介紹頁 （页面存档备份，存于）（日語）
- 《Seventeen》個人介紹頁（日語）